# Maometto II
Maometto II er en opera i to akter af Gioachino Rossini til en italiensk libretto af Cesare della Valle baseret på hans tidligere skuespil Anna Erizo. Titelrollen, Maometto II, er inspireret af den historiske person, sultan Mehmed II. Uropførelsen fandt sted på Teatro di San Carlo i Napoli den 3. december 1820. 

## Roller
| Rolle                                            | Stemmetype            | Originalbesætning, 3. december 1820 (Dirigent: Nicola Festa) |
| ------------------------------------------------ | --------------------- | ------------------------------------------------------------ |
| Maometto II (Mehmed II)                          | Bas                   | Filippo Galli                                                |
| Paolo Erisso, leder af venetianerne i Negroponte | Tenor                 | Andrea Nozzari                                               |
| Anna, hans datter                                | Sopran                | Isabella Colbran                                             |
| Calbo, venetiansk adelig                         | Mezzosopran eller alt | Adelaide Comelli                                             |
| Condulmiero, venetiansk adelig                   | Tenor                 | Giuseppe Ciccimarra                                          |
| Selimo, muslimsk adelig                          | Tenor                 | Gaetano Chizzola                                             |

## Synopsis
Sted: Negroponte
Tid: 15. århundrede

### Første akt
Byzans er netop faldet til tyrkerne, og Maometto II's tropper belejrer på den venetianske by Negroponte (Chalkis). Den unge Calbo presser Paolo Erisso til at kæmpe videre og forsvare byen, mens Condulmiero ønsker at give op. Erissos datter, Anna skal giftes med Calbo, da det er hendes fars ønske. Hun er imidlertid i et hemmeligt forhold til en ukendt adelig, som hun har mødt i Korinth. Muslimerne bryder igennem forsvaret, og Erisso og Calbo bliver taget til fange. Maometto ankommer og genkendes af Anna: Han er hendes hemmelige elskerinde. Erisso og Anna forfærdes over denne pludselige åbenbaring. Anna truer med at dræbe sig selv, medmindre Maometto løslader Erisso og Calbo. Han lover hende et liv i luksus og går ind på hendes krav. 

### Anden akt
Maometto erklærer sin kærlighed til Anna og tilbyder hende tronen, men hun nægter. Maometto tager af sted for at sætte et nyt angreb ind på borgen, men han efterlader sit kejserlige segl af hos hende. Anna slutter sig til Erisso og Calbo, der skjuler sig. Erisso oprindeligt dadler sin datter for at pleje omgang med fjenden, men hun sværger, at hun aldrig vil gifte sig med ham, og giver Erisso Maomettos segl, som vil gøre ham og Calbo i stand til at komme ud af skjulet. Erisso ægter Calbo og Anna foran hendes mors grav, og de to mænd går ud for at bekæmpe Maometto. Inden længe får Anna at vide, at Maometto er blevet besejret af Erisso og er flygtet, men at hendes liv er nu i fare, da han vil søge hævn. Hun bliver opsøgt af Maometto og hans mænd, og efter at have afsløret, at hun gav hans segl til sin far, og at hun har giftet sig med Calbo, jager hun en dolk i hjertet og dør på sin mors grav.

## Diskografi
- Philips – 1983 – Samuel Ramey (Maometto II), June Anderson (Anna), Margherita Zimmermann (Calbo), Ernesto Palacio (Erisso) – Ambrosian Opera Chorus, Philarmonia Orcherstra, Claudio Scimone (dirigent).

## Eksterne links
- Teatro La Fenice, Programma di sala: "Maometto II" Arkiveret 29. november 2010 hos  Wayback Machine, komplet libretto med illustrationer og ledsagende essays på italiensk (.doc-fil)
- Diskografi